# Tole libbeyi
Tole libbeyi is een geslacht van pissebedden uit de superfamilie Janiroidea. De wetenschappelijke naam van de soort is voor het eerst geldig gepubliceerd in 1901 door Arnold Edward Ortmann. Tole libbeyi is niet aan een familie toegewezen en wordt ondergebracht in de Janiroidea incertae sedis.